# Tortille
Die Tortille ist ein kleiner Fluss in Frankreich, der im Département Somme und der Region Hauts-de-France verläuft. Sie entspringt im Gemeindegebiet von Étricourt-Manancourt, entwässert generell in südwestlicher Richtung parallel zum Schifffahrtskanal Canal du Nord, der ihr auch an verschiedenen Stellen Wasser zuführt, und mündet schließlich nach rund 16 Kilometern im Gemeindegebiet von Biaches als linker Zufluss in die Somme.
Hinweis: Im Widerspruch zu diesen Angaben der Gewässerdatenbank SANDRE, stellen die kartographischen Unterlagen die Flussmündung im Gemeindegebiet von Péronne in den Canal du Nord dar. Auch die Quelle scheint ursprünglich in der Gemeinde Heudicourt gelegen sein. Mit dem Bau des Canal du Nord wurde der ursprüngliche Oberlauf jedoch vermutlich abgeschnitten.

## Orte am Fluss
(Reihenfolge in Fließrichtung)
- Manancourt, Gemeinde Étricourt-Manancourt
- Moislains
- Allaines
- Feuillaucourt, Gemeinde Allaines
- Halles, Gemeinde Péronne